# Vozneșeni (Borodino), Bolgrad
Vozneșeni (în ucraineană Вознесенка Друга, transliterat: Voznesenka Druha) este un sat în comuna Borodino din raionul Bolgrad, regiunea Odesa, Ucraina.

## Demografie
Componența lingvistică a localității Vozneșeni
     Bulgară (44,24%)
     Ucraineană (29,88%)
     Română (10,82%)
     Rusă (7,76%)
     Găgăuză (6,82%)
Conform recensământului din 2001, nu exista o limbă vorbită de majoritatea populației, aceasta fiind compusă din vorbitori de bulgară (44,24%), ucraineană (29,88%), română (10,82%), rusă (7,76%) și găgăuză (6,82%).